# Унакрсно множење
Унакрсно множење је математичка операција, посебно примјењива у основној аритметици и елементарној алгебри, за једначине између два разломка или рационланих израза, кориштена у циљу да би се поједноставила једначина или одредила вредност променљиве. 

## Примери
Дата је једначина: 
{\displaystyle {\frac {a}{b}}={\frac {c}{d}}}
(где b и d нису нула), унакрсно множење даје: 
{\displaystyle ad=bc\qquad \mathrm {or} \qquad a={\frac {bc}{d}}.}
У Еуклидовој геометрији исти резултат се може постићи коришћењем односа слично као код троугла.

## Поступак
У пракси, метод унакрсног множења значи да помножимо бројилац сваке (или једне) стране са страном имениоца друге стране, укрштањем: 
{\displaystyle {\frac {a}{b}}\nwarrow {\frac {c}{d}}\quad {\frac {a}{b}}\nearrow {\frac {c}{d}}.}
Математичко оправдање за методу је из следећег математичког поступка. Ако почннемо са основном једначином: 
{\displaystyle {\frac {a}{b}}={\frac {c}{d}}}
можемо помножити услове на свакој страни са истим бројем, и услови ће остати исти. Дакле, ако помножимо разломак на вакој страни са - bd - добијамо: 
{\displaystyle {\frac {a}{b}}\times bd={\frac {c}{d}}\times bd.}
Можемо скратити разломак, јер се две појаве {\displaystyle b} на лвој страни могу скратити, као и два понављања d на десној страни, остаје: 
{\displaystyle ad=bc}
и можемо да поделимо обе стране једначине са било којим елементом - у овом случају ћемо узети d - добијамо: 
{\displaystyle a={\frac {bc}{d}}.}
Друго оправдање унакрсног множења је следеће. Узмимо дату једначину:
{\displaystyle {\frac {a}{b}}={\frac {c}{d}}}
помножимо са d/d = 1 на левој и са b/b = 1 на десној, добијамо: 
{\displaystyle {\frac {a}{b}}\times {\frac {d}{d}}={\frac {c}{d}}\times {\frac {b}{b}}}
и тако:
{\displaystyle {\frac {ad}{bd}}={\frac {cb}{db}}.}
Уклањањем заједничких именилаца bd = db, остаје нам:
{\displaystyle ad=cb.}
Сваки корак у овим поступцима заснован је на јединственом, основном својству једначина. Унакрсно множење је пречица, лако разумљива процедура коју уче ученици.

## Употреба
То је уобичајена процедура у математици, коришћена да скрати разломке или израчуна вредност променљиве у разломку. Ако имамо једначину, где је x променљива
{\displaystyle {\frac {x}{b}}={\frac {c}{d}}}
можемо да користимо унакрсно множење за одређивање: 
{\displaystyle x={\frac {bc}{d}}.}
На пример, рецимо да желимо да знамо колико ће аутомобил прећи за 7 сати, ако знамо да је његова брзина константна и да је већ путовао 90 километар у последња 3 сата. Претварањем проблема у пропорцију добијамо: 
{\displaystyle {\frac {x}{7\ \mathrm {h} }}={\frac {90\ \mathrm {km} }{3\ \mathrm {h} }}.}
Унакрсним множењем добијамо: 
{\displaystyle x={\frac {7\ \mathrm {h} \times 90\ \mathrm {km} }{3\ \mathrm {h} }}}
и тако: 
{\displaystyle x=210\ \mathrm {km} .}
И једноставније једначине, као што су:
{\displaystyle a={\frac {x}{d}}}
се решавају коришћењем унакрсног множења, недостаје b члан који је имплицитно једнак 1: 
{\displaystyle {\frac {a}{1}}={\frac {x}{d}}.}
Било која једначина која садржи разломке или рационалне изразе може се поједноставити множењем обе стране са најмањим заједничким садржаоцем. Овај корак се зове чишћење разломака.

## Правило Тројке
Правило Тројке је скраћена верзија за одређени облик унакрсног множења, који ученици уче напамет. У Француском наставном плану у програму за средње образовање.
За једначине облика: 
{\displaystyle {\frac {a}{b}}={\frac {c}{x}}}
где је променљива која се израчунава десни именилац, стање Правила Тројке је: 
{\displaystyle x={\frac {bc}{a}}.}
У том контексту, a се назива крајња пропорција, а b и c се назвају средства.
Ово правило је већ познато Јеврејима од 15. века п. н. е. као и посебан случај Kal va-chomer (קל וחומר). Такође је познато по Индијском (Vedic) математичару у 6. веку п. н. е. и Кинески математичар пре у 7. веку н.е., иако се у Европи користи много касније. Правило Тројке је стекло популарност зато што га је тешко објаснити: погледати Cocker's Arithmetick.
На пример, Cocker's Arithmetick уводи своју дискусију о Правилу Тројке  са проблемом "Ако је 4 јарди тканине коштало 12 шилика, колико ће коштати 6 јарди у тој стопи?" Правило Тројке даје одговоре на ово питање директно; док у модерној математици, ми бисмо га решили увођењем променљиве x за 6 метара платна, записује се једначина: 
{\displaystyle {\frac {4\ \mathrm {yards} }{12\ \mathrm {shillings} }}={\frac {6\ \mathrm {yards} }{x}}}
а затим помоћу унакрсног множења израчунавамо x: 
{\displaystyle x={\frac {12\ \mathrm {shillings} \times 6\ \mathrm {yards} }{4\ \mathrm {yards} }}=18\ \mathrm {shillings} .}